# Río Grande (vattendrag i Bolivia, Santa Cruz)
Río Grande O Guapay är ett vattendrag   i Bolivia.   Det är beläget i departementet Santa Cruz, i den centrala delen av landet, 400 km norr om huvudstaden Sucre. Vattendraget rinner upp i Rio Richard och mynnar ut i Mamorefloden. 
I omgivningen kring Río Grande växer i huvudsak städsegrön lövskog och området är mycket glesbefolkat, med 2 invånare per kvadratkilometer.